# Ото фон Хонщайн
Ото фон Хонщайн (на немски: Otto von Honstein; † 6 декември 1406) от род Хонщайн-Клетенберг, е епископ на Мерзебург (1403 – 1406).

## Произход и духовна кариера
Той е син на граф Хайнрих VII фон Хонщайн-Клетенберг († 1408/1409) и съпругата му принцеса Анна фон Брауншвайг-Грубенхаген († 1409), дъщеря на херцог Ернст I фон Брауншвайг-Грубенхаген († 1361) и Аделхайд фон Еберщайн-Поле († 1373). Брат е на граф Ернст II фон Хонщайн-Клетенберг († 1426).
Ото е споменат в документ през 1395 г. Той е катедрален схоластик (1391), коадютор на Мерзебург (1394), катедрален схоластик в Майнц (1398), пропст на „Светия кръст“ в Нордхаузен. На 17 септември 1403 г. Ото фон Хонщайн е избран за епископ на Мерзебург.
Епископ Ото умира на 6 декември 1406 г.